# Draganovo (Dobritsj)
Draganovo (Bulgaars: Драганово) is een dorp in de Bulgaarse gemeente Dobritsjka, oblast Dobritsj. Het dorp ligt hemelsbreed op 10 km afstand van de regionale hoofdstad Dobritsj en 372 km ten noordoosten van Sofia.

## Bevolking
Op 31 december 2019 werden er in het huidige postcodegebied van het dorp Draganovo 136 inwoners geregistreerd. In de volkstellingen van 1934 en 1946 woonden er echter meer dan 800 personen in het dorp.
|  |

Van de 162 inwoners reageerden er 122 op de optionele volkstelling van 2011. Van deze 122 personen identificeerden 66 personen zichzelf als etnische Bulgaren (54,1%), gevolgd door 27 Bulgaarse Turken (22,1%) en 27 Roma (22,1%). De overige 2 inwoners waren  ondefinieerbaar (1,7%).